# Nicanor Perlas

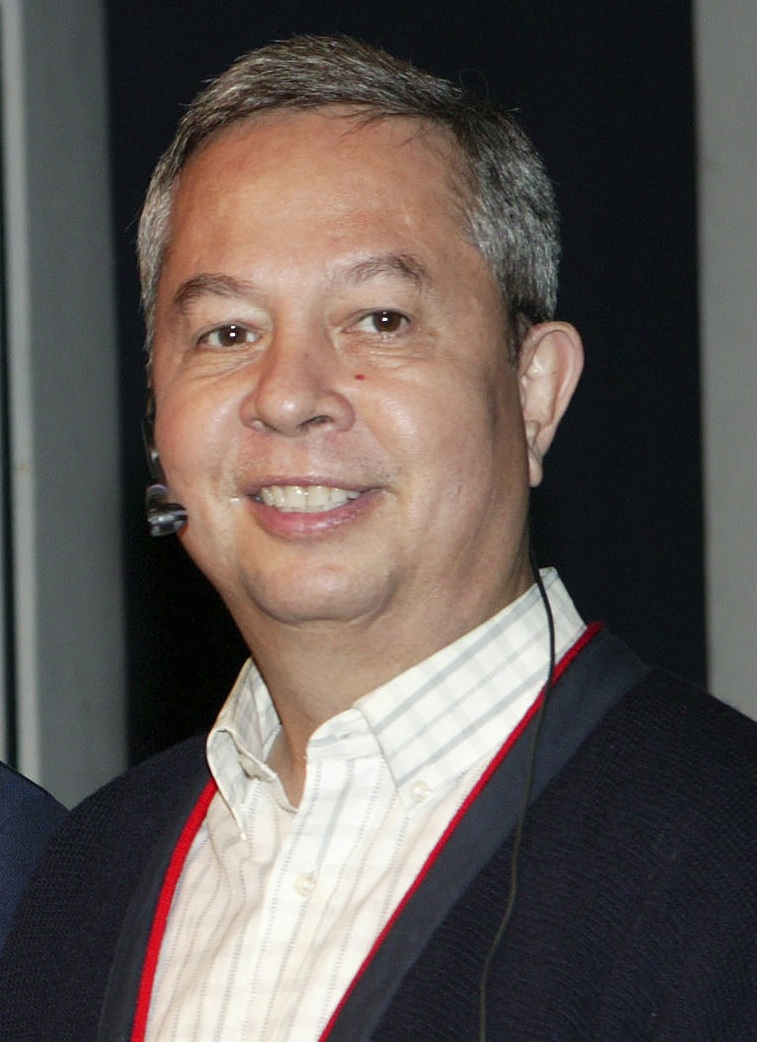
Nicanor Perlas

Nicanor Perlas (* 10. Januar 1950; † 14. August 2025) war ein philippinischer Soziologe und Umweltaktivist.

## Leben
Perlas studierte Agrarwissenschaften. Wegen seiner Antiatomarbeit musste er 1978 die Philippinen verlassen. Nach dem Ende des Regimes von Ferdinand Marcos kehrte Perlas zurück. Er gründete das Center for Development Alternatives (CADI), das sich für eine ökologisch ausgerichtete Landwirtschaft (Permakultur, Biodiversität …) und eine nachhaltige Entwicklung einsetzt, bei der die unerwünschten Formen ungebremsten Wachstums überwunden werden.
Er galt als führender Umweltaktivist der Philippinen und wurde dort zur Schlüsselfigur im Bemühen um eine partizipative Gestaltung der Globalisierung auf allen gesellschaftlichen Ebenen. In diesem Zusammenhang begründete er ein Bankensystem (Lifebank), das Kleinbauern das Überleben sichern soll.
In der global sich formierenden, aber noch zu einenden Zivilgesellschaft sah Perlas eine ausgleichende Kraft in der Debatte um die Gestaltung der Globalisierung. Die vernachlässigten ‚kulturell gestalterischen‘ Aspekte sollen dabei die ‚ordnenden‘ auf der politischen und die ‚versorgerischen‘ auf der ökonomischen Ebene ergänzen.
Perlas setzte sich auch dafür ein, Globalisierung als spirituelle Aufgabe zu betrachten. Er war Mitglied des Club of Budapest und Berater für Nachhaltige Entwicklung bei der UN.
Nicanor Perlas nahm auch an Jugendkongressen zum Thema Globalisierung in Deutschland (2006 Ismaning, 2008 Stuttgart) teil.
Am 17. Juni 2009 gab Perlas bekannt, dass er bei der Präsidentschaftswahl 2010 kandidieren werde, die er jedoch nicht für sich entscheiden konnte.
Nicanor Perlas verstarb am 14. August 2025 im Alter von 75 Jahren.

## Auszeichnungen
- 1994: Global 500 Award
- 1994: The Outstanding Filipino Award (TOFIL)
- 2003: Right Livelihood Award, gemeinsam mit Walden Bello, für ihre vorzüglichen Beiträge zur Aufklärung der Zivilgesellschaft über die Auswirkungen der Globalisierung und dafür, wie Alternativen dazu verwirklicht werden können